# Tudorroos
De Tudorroos (Engels: Tudor rose, soms ook Union rose genoemd) is een heraldische roos die het traditionele florale embleem van Engeland is geworden. De traditie om die gestileerde roos als embleem te gebruiken stamt uit de dagen van koning Hendrik VIII van Engeland van het Huis Tudor.

## Symboliek
De rode roos met het witte hart is de combinatie van de witte roos, symbool van het Huis York en de rode roos, symbool van het Huis Lancaster. Door bij zijn huwelijk met Elizabeth van York in 1486 dit embleem aan te nemen maakte Hendrik VII duidelijk dat hij als afstammeling van het huis van Lancaster, samen met zijn vrouw als afstammeling van het huis van York, de aanspraken op de Engelse troon van de twee rivaliserende takken van de Engelse koninklijke dynastie in zich verenigde. De Rozenoorlogen waren beëindigd.

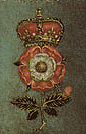
Tudor rose "slipped and crowned", detail van het "Pelican Portrait" van Elizabeth I van Engeland
Hedendaags embleem van de Yeomen of the Guard, de lijfgardisten van de Britse koningen
Tudorroos zoals alle Engelse en Britse vorsten die sinds Hendrik VII van Engeland gebruiken.
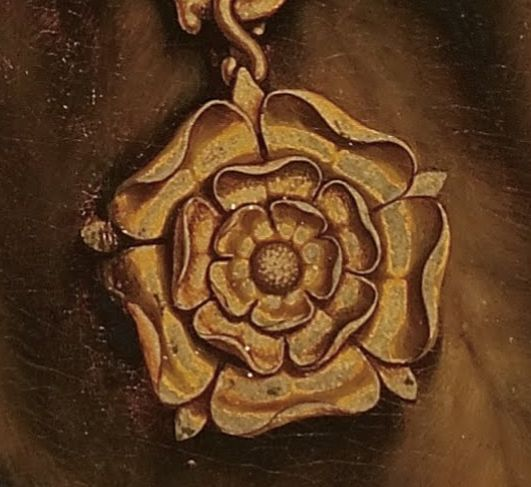
Tudorroos in de keten van Sir Thomas More (detail van een portret van de hand van Hans Holbein